# Orašje Popovo (Trebinje)
Pour les articles homonymes, voir Orašje Popovo.
Orašje Popovo (en serbe cyrillique : Орашје Попово) est un village de Bosnie-Herzégovine. Il est situé sur le territoire de la ville de Trebinje et dans la république serbe de Bosnie. Selon les premiers résultats du recensement bosnien de 2013, il ne compte aucun habitant.
Après la guerre de Bosnie-Herzégovine et à la suite des accords de Dayton (1995), le territoire d'Orašje Popovo, qui faisait entièrement partie de la municipalité de Trebinje, a été partiellement rattaché à la municipalité de Ravno, nouvellement recréée et intégrée à la fédération de Bosnie-et-Herzégovine.

## Géographie
Le village est situé au bord de la Trebišnjica, qui débouche pour une part dans la mer Adriatique et se jette pour une autre part dans la Neretva.
Il est entouré par les localités suivantes :
|                                    | Mišljen (municipalité de Ljubinje)    |        |
| Čavaš (municipalité de Ravno FBiH) | Orašje Popovo                         | Kotezi |
|                                    | Dvrsnica (municipalité de Ravno FBiH) | Kotezi |

## Démographie

### Évolution historique de la population dans la localité
| 1948 | 1953 | 1961 | 1971 | 1981 | 1991 | 2013 |
| ---- | ---- | ---- | ---- | ---- | ---- | ---- |
| -    | -    | 185  | 152  | 110  | 72   | 0    |

|  |